# Seidenfia
Seidenfia is een geslacht van tien soorten orchideeën uit de onderfamilie Epidendroideae. Het is door Szlachetko afgescheiden van het geslacht Malaxis.
Het zijn terrestrische planten, gelijkend op Malaxis, afkomstig uit India, Sri Lanka en de Seychellen.

## Naamgeving enetymologie
- Synoniem: Malaxis Sol. ex Sw. (1778)

De botanische naam Seidenfia is een eerbetoon aan Gunnar Seidenfaden (1908-2001), een Deense botanicus.

## Kenmerken
Seidenfia-soorten lijken in grote mate op die van het zustergeslacht Malaxis, waar het tot onlangs deel van uitmaakte. Ze worden onderscheiden door de naar binnen gebogen kelk- en kroonbladen, de spatelvormige bloemlip met een centrale holte en getande randen, een lang en slank gynostemium, een brede helmknop en twee korte staminodia met een stompe top.

## Taxonomie
Seidenfia werd in 1995 door Szlachetko afgescheiden van Malaxis. Aan de geldigheid van dit geslacht wordt echter door andere auteurs sterk getwijfeld en soms wordt het geslacht ook bij Crepidium gerekend.
Het geslacht telt tien soorten.

### Soortenlijst
- Seidenfia crenulata (Ridl.) Szlach. (1995)
- Seidenfia densiflora (A.Rich.) Szlach. (1995)
- Seidenfia discolor (Lindl.) Szlach. (1995)
- Seidenfia intermedia (A.Rich.) Szlach. (1995)
- Seidenfia lancifolia (Thwaites) Szlach. (1995)
- Seidenfia malabarica Marg. & Szlach. (2001)
- Seidenfia rheedei (Sw.) Szlach. (1995)
- Seidenfia seychellarum (Kraenzl.) Szlach. (1995)
- Seidenfia stocksii (Hook.f.) Szlach. (1995)
- Seidenfia versicolor (Lindl.) Marg. & Szlach. (2001)